# Red Dwarf
Red Dwarf ist eine britische Science-Fiction-Serie, deren erste Staffeln zwischen 1988 und 1999 liefen und damals auf einem BBC-Sender ausgestrahlt wurden. Neue Staffeln folgten ab 2009 auf dem Sender Dave. In Red Dwarf werden die Abenteuer des Technikers dritter Klasse Dave Lister erzählt, der für drei Millionen Jahre eingefroren war und nun zusammen mit einem Hologramm, einem leicht senilen Bordcomputer und einer Lebensform, die sich aus seiner Katze entwickelt hat, an Bord des riesigen Raumschiffs Red Dwarf das Weltall durchstreift.
Das Hologramm ist Listers früherer direkter Vorgesetzter Arnold Judas Rimmer (Techniker zweiter Klasse). Schon zu dessen Lebzeit kamen beide nicht miteinander aus, da Rimmer äußerst korrekt und verklemmt ist, während Lister einer schlampigen Arbeits- und Lebensweise nachgeht.
In dieser Science-Fiction-Serie tauchen keine Außerirdischen auf. Andersartige Lebensformen stammen grundsätzlich von der Erde und sind auf (missglückte) genetische Experimente zurückzuführen. Es treten also sogenannte GELFs (genetically engineered life forms) auf.
In den späteren Staffeln gibt es außerdem Kryten, einen Service-Roboter, der dank Lister seine Programmierung durchbricht und ein wenig menschlicher wird. In Staffel 7 verlässt Rimmer die Crew und wird ersetzt durch Kristine Kochanski, gespielt durch Chloe Annett, in Staffel 8 kehrt er aber zurück.
Bis heute wurde die Serie nie auf deutschsprachigen Sendern ausgestrahlt, weshalb es auch keine Deutsch synchronisierte Fassung gibt.

## Bücher
Zu Red Dwarf gibt es vier englischsprachige Romane, seit November 2009 bringt der Blanvalet Taschenbuch Verlag die Bücher auch ins Deutsche übersetzt heraus:
- Roter Zwerg, Blanvalet 2009, ISBN 3-442-26665-3 (Red Dwarf - Infinity Welcomes Careful Drivers, Penguin Books Ltd 1989, ISBN 0-14-012437-3)
- Besser als das Leben, Blanvalet 2010, ISBN 3-442-26696-3 (Better Than Life, Viking 1990, ISBN 0-670-83547-1)
- Volle Kraft zurück, Blanvalet 2010, ISBN 3-442-26695-5 (Backwards, Viking 1996, ISBN 0-670-84574-4)
- Der letzte Mensch, Blanvalet 2011, ISBN 3-442-26694-7 (Last Human, Viking 1995, ISBN 0-670-85255-4)

## Episoden
Zunächst wurden acht Staffeln produziert und von 1988 bis 1999 auf BBC ausgestrahlt. Die ersten sechs Staffeln enthielten jeweils sechs Episoden, Staffel 7 und 8 jeweils acht Episoden. Später entstand noch ein 2009 vom Sender Dave produzierter 3-Teiler namens Red Dwarf: Back to Earth, der zunächst nur von den Fans als neunte Staffel angesehen und erst später offiziell als solche bestätigt wurde. Auch existieren eine ganze Reihe von Making-of- und Blooper-Sendungen sowie zwei für das US-Fernsehen produzierte Pilot-Folgen mit anderen Schauspielern (u. a. Terry Farrell als weiblicher Cat). 2012 wurde Staffel 10 und 2016 Staffel 11 mit jeweils 6 weiteren Folgen gedreht und gesendet. Staffel XII folgte 2017.

### Staffel I (1988)
| Titel                   | Erstausstrahlung |
| ----------------------- | ---------------- |
| The End                 | 15. Februar 1988 |
| Future Echoes           | 22. Februar 1988 |
| Balance of Power        | 29. Februar 1988 |
| Waiting for God         | 7. März 1988     |
| Confidence and Paranoia | 14. März 1988    |
| Me²                     | 21. März 1988    |

### Staffel II (1988)
| Titel                 | Erstausstrahlung   |
| --------------------- | ------------------ |
| Kryten                | 6. September 1988  |
| Better Than Life      | 13. September 1988 |
| Thanks for the Memory | 20. September 1988 |
| Stasis Leak           | 27. September 1988 |
| Queeg                 | 4. Oktober 1988    |
| Parallel Universe     | 11. Oktober 1988   |

### Staffel III (1989)
| Titel        | Erstausstrahlung  |
| ------------ | ----------------- |
| Backwards    | 14. November 1989 |
| Marooned     | 21. November 1989 |
| Polymorph    | 28. November 1989 |
| Bodyswap     | 5. Dezember 1989  |
| Timeslides   | 12. Dezember 1989 |
| The Last Day | 19. Dezember 1989 |

### Staffel IV (1991)
| Titel          | Erstausstrahlung |
| -------------- | ---------------- |
| Camille        | 14. Februar 1991 |
| D.N.A.         | 21. Februar 1991 |
| Justice        | 28. Februar 1991 |
| White Hole     | 7. März 1991     |
| Dimension Jump | 14. März 1991    |
| Meltdown       | 21. März 1991    |

### Staffel V (1992)
| Titel             | Erstausstrahlung |
| ----------------- | ---------------- |
| Holoship          | 20. Februar 1992 |
| The Inquisitor    | 27. Februar 1992 |
| Terrorform        | 5. März 1992     |
| Quarantine        | 12. März 1992    |
| Demons and Angels | 19. März 1992    |
| Back to Reality   | 26. März 1992    |

### Staffel VI (1993)
| Titel                    | Erstausstrahlung  |
| ------------------------ | ----------------- |
| Psirens                  | 7. Oktober 1993   |
| Legion                   | 14. Oktober 1993  |
| Gunmen of the Apocalypse | 21. Oktober 1993  |
| Emohawk Polymorph II     | 28. Oktober 1993  |
| Rimmerworld              | 4. November 1993  |
| Out of Time              | 11. November 1993 |

### Staffel VII (1997)
| Titel              | Erstausstrahlung |
| ------------------ | ---------------- |
| Tikka to Ride      | 17. Januar 1997  |
| Stoke Me a Clipper | 24. Januar 1997  |
| Ouroboros          | 31. Januar 1997  |
| Duct Soup          | 7. Februar 1997  |
| Blue               | 14. Februar 1997 |
| Beyond a Joke      | 21. Februar 1997 |
| Epideme            | 28. Februar 1997 |
| Nanarchy           | 7. März 1997     |

### Staffel VIII (1999)
| Titel                     | Erstausstrahlung |
| ------------------------- | ---------------- |
| Back in the Red: Part I   | 18. Februar 1999 |
| Back in the Red: Part II  | 25. Februar 1999 |
| Back in the Red: Part III | 4. März 1999     |
| Cassandra                 | 11. März 1999    |
| Krytie TV                 | 18. März 1999    |
| Pete: Part I              | 25. März 1999    |
| Pete: Part II             | 1. April 1999    |
| Only the Good...          | 5. April 1999    |

### Back to Earth (Staffel IX) (2009)
| Titel                       | Erstausstrahlung |
| --------------------------- | ---------------- |
| Part One                    | 10. April 2009   |
| Part Two                    | 11. April 2009   |
| Part Three                  | 12. April 2009   |
| The Making of Back to Earth | 12. April 2009   |

### Staffel X (2012)
| Titel            | Erstausstrahlung |
| ---------------- | ---------------- |
| Trojan           | 4. Oktober 2012  |
| Fathers and Sons | 11. Oktober 2012 |
| Lemons           | 18. Oktober 2012 |
| Entangled        | 25. Oktober 2012 |
| Dear Dave        | 1. November 2012 |
| The Beginning    | 8. November 2012 |

### Staffel XI (2016)
| Titel          | Erstausstrahlung   |
| -------------- | ------------------ |
| Twentica       | 22. September 2016 |
| Samsara        | 29. September 2016 |
| Give and Take  | 6. Oktober 2016    |
| Officer Rimmer | 13. Oktober 2016   |
| Krysis         | 20. Oktober 2016   |
| Can of Worms   | 27. Oktober 2016   |

### Staffel XII (2017)
| Titel      | Erstausstrahlung  |
| ---------- | ----------------- |
| Cured      | 12. Oktober 2017  |
| Siliconia  | 19. Oktober 2017  |
| Timewave   | 26. Oktober 2017  |
| Mechocracy | 2. November 2017  |
| M-Corp     | 9. November 2017  |
| Skipper    | 16. November 2017 |

### Promised Land (2020)
| Titel         | Erstausstrahlung |
| ------------- | ---------------- |
| Promised Land | 9. April 2020    |